# Kiotina lugubris
Kiotina lugubris és una espècie d'insecte plecòpter pertanyent a la família dels pèrlids que es troba a Àsia oriental: el Japó.